# Роуз (Доктор Хто)
"Роуз" (англ. Rose) — перша серія першого сезону оновленого британського науково-фантастичного телесеріалу «Доктор Хто». Сценарій до серії написав Расселл Т. Девіс, а зрежисував Кіт Боак. Уперше її було показано 26 березня 2005 року по BBC One. 
У цій серії дебютували Крістофер Екклестон у ролі Дев'ятого Доктора і Біллі Пайпер у ролі Роуз Тайлер. Цей епізод "Доктора Хто" став першим після 1996 року.

## Сюжет
Роуз Тайлер потрапляє в оточення "живих" манекенів у підвалі універмагу, де вона працює. Її рятує чоловік, що називає себе Доктором. Він висаджує в повітря весь магазин, щоб знищити передавач, який контролює манекенів.
Намагаючись розшукати більше інформації про дивного "Доктора", Роуз знаходить присвячений йому сайт під назвою "Доктор хто?" і вирішує зустрітися з Клайвом, який і створив цей сайт, стежачи за появами Доктора протягом історії. Клайв розповідає дівчині, що кожного разу як Доктор з’являється, відбувається щось дивне й небезпечне. Тим часом друга Роуз Міккі викрадають і заміняють на двійника, котрий намагається вивідати все, що дівчина знає про Доктора. У цей час з’являється сам Доктор і рятує Роуз від агресивного клона. Разом вони віднаходять Свідомість Нестін, що керувала так званими пластиковими автонами, під Лондонським Оком.
Доктор намагається довести Нестін, що він не заподіє їй зла і вмовити її покинути планету, проте Свідомість вважає Доктора ворогом і оживляє всі манекени. Автони нападають на людей, у небезпеці також опиняється мама Роуз — Джекі Тайлер.
Зрештою, з допомогою Роуз Доктор знешкоджує Нестін, і автони зупиняються. Скориставшись ТАРДІС вони дістаються дому, а Доктор пропонує Роуз подорожувати з ним.

### Додаткова інформація
- У будинку Роуз, коли Доктор дивиться на себе у дзеркало, він робить деякі зауваження щодо своєї зовнішності так, ніби бачить себе вперше — це може означати, що регенерація відразу після подій Дня Доктора, коли Воїн почав регенерувати в дев'ятого, відбулася зовсім нещодавно.

- За фотографіями Клайва можна стверджувати, що у дев'ятій інкарнації Доктор мандрував до Кракатау, був присутнім під час вбивства Джона Кеннеді та відплиття Титаніка. Ці пригоди ніколи не показувалися на екрані і не пояснювалися. Проте, Доктор справді був присутнім під час вбивства Кеннеді у романі «Хто вбив Кеннеді», а серед пригод Третього Доктора було виверження вулкана Кракатау.

- У серії вперше згадується Протокол Тіней — космічна поліція. Потім вона згадуватиметься упродовж чотирьох сезонів, доки не з'явиться у «Викраденій Землі».

### Автони
Автони представлені в епізоді як пластикові манекени. У самій серії ця назва не згадується, проте саме так їх названо в титрах. І Автони, і Свідомість Нестін уперше з'явились у серії «Вістря з Космосу» (1970). Згодом вони з'явилися в «Жахові автонів» (1974).
Наступний епізод — «Кінець світу» — дає зрозуміти, що події цієї серії «Роуз» відбуваються 2005 року. У серіалі не пояснюється, як Нестін з'явилася на Землі і скільки часу тут провела.
Доктор каже, що планету автонів було зруйновано у війні, в якій він брав участь. Це перша згадка Війни Часу у нових серіях.

### Вигадані вебсайти
Сайт Клайва «Who is Doctor Who?» [Архівовано 29 листопада 2011 у Wayback Machine.] існує та оновлюється так, ніби всі події серіалу відбувалися в реальному житті. Він дещо відрізняється від сайту у серіалі фоновими кольором і зображенням [Архівовано 27 червня 2014 у Wayback Machine.]. На опублікованому сайті під малюнком Кракатау написано «Дата і Місце: 1880, Суматра», що суперечить даті справжніх подій та словам Клайва. Наступні примітки на сайті вказують, що Клайва вбили манекени.
Вебсайт [Архівовано 5 січня 2016 у Wayback Machine.], створений BBC для UNIT, вказує, що події цієї серії відбуваються того самого дня, коли вона вийшла в ефір — 25 березня 2005. Проте, листівка в епізоді «Прибульці в Лондоні» стверджує, що Роуз зникла 6 березня.